# Teo Angelopoulos
Teo Angelopulos, właśc. Teodoros Angelopulos (gr. Θεόδωρος Αγγελόπουλος; ur. 17 kwietnia 1935 w Atenach, zm. 24 stycznia 2012 w Pireusie) – grecki reżyser, aktor, scenarzysta i producent filmowy.

## Życiorys
Po ukończeniu studiów prawniczych kształcił się we francuskiej szkole filmowej „L'IDHEC” (Institut Des Hautes Études Cinématographiques; obecnie La Fémis). Po powrocie do Grecji podjął pracę krytyka filmowego w dzienniku Allagi (Zmiana). Po jego zamknięciu w czasach dyktatury czarnych pułkowników, w 1967 rozpoczął pracę nad pierwszym swoim filmem o grupie muzycznej Forminx (Forminx Story), ale tego filmu nie ukończył. Kolejny film, tym razem krótkometrażowy pt. Audycja, ukończył w 1968. Dwa lata później powstał jego pierwszy film fabularny Rekonstrukcja.
Trzy kolejne jego filmy tworzyły trylogię odwołujących się do kluczowych wydarzeń w najnowszej historii Grecji. Pamiętny rok 1936 nawiązywał do początków dyktatury Joannisa Metaksasa. Film Podróż komediantów (1975), wyróżniony Nagrodą FIPRESCI na 28. MFF w Cannes opowiadał o podróży przez Grecję trupy aktorskiej w latach 1939–1952. Trzeci film z trylogii Angelopulosa – Myśliwi (1977) rozpoczyna się od sceny odnalezienia przez myśliwych ciała partyzanta. Historia ta staje się pretekstem do retrospekcji i przedstawienia historii politycznej Grecji w latach 1949–1977.
Kolejna faza twórczości, którą rozpoczyna Aleksander Wielki (1980), koncentruje się na doświadczeniach uchodźców. W Podróży na Cyterę (1984) reżyser nawiązywał do problemu greckiej migracji do ZSRR. 
Problem recepcji uchodźców w Grecji podjął zarówno w filmie Spojrzenie Odyseusza (1995), jak również w kolejnym filmie - Wieczność i jeden dzień (1998). Doświadczenie przemijania, ujęte w formie ostatniej podróży starego, umierającego człowieka rozpoczyna film Pszczelarz (1986), a kontynuuje film Wieczność i jeden dzień.
Zasiadał w jury konkursu głównego na 40. MFF w Cannes (1987).
Zmarł w Pireusie, wskutek potrącenia przez motocyklistę. Został pochowany na I Cmentarzu Ateńskim (Πρώτο Νεκροταφείο Αθηνών).

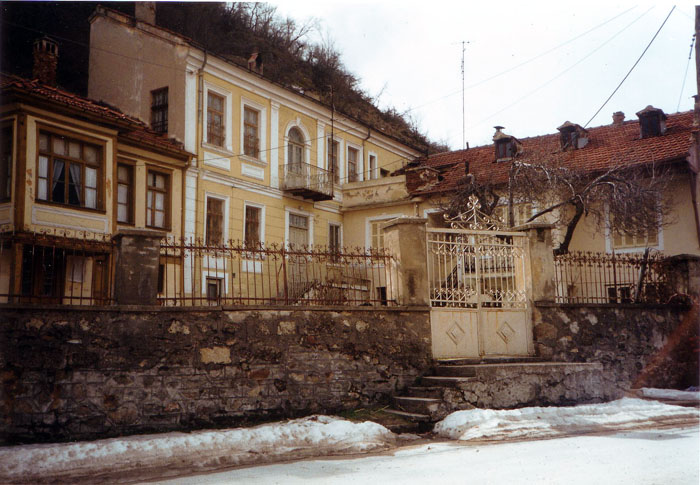
Dom we Florinie, w którym kręcono film Pszczelarz.

## Nagrody
- Audycja (1968)
  - Nagroda Krytyków Greckich, Festiwal Filmowy w Salonikach

- Rekonstrukcja (1970)
  - nagroda dla najlepszego reżysera, Festiwal Filmowy w Salonikach
  - najlepszy film, Festiwal Filmowy w Salonikach
  - Nagroda Krytyków, Festiwal Filmowy w Salonikach
  - Nagroda Georges Sadoula za najlepszy film roku wyświetlany w kinach francuskich
  - nagroda dla najlepszego filmu zagranicznego, Festiwal Filmowy w Hyeres

- Pamiętny rok 1936 (1970)
  - nagroda za reżyserię, Festiwal Filmowy w Salonikach
  - najlepszy film, Festiwal Filmowy w Salonikach
  - nagroda krytyków FIPRESCI na Festiwalu Filmowym w Berlinie

- Podróż komediantów (1974)
  - nagroda krytyków FIPRESCI na Festiwalu Filmowym w Cannes
  - nagroda dla najlepszego reżysera, Festiwal Filmowy w Salonikach
  - najlepszy film, Festiwal Filmowy w Salonikach
  - nagroda za najlepszy scenariusz, Festiwal Filmowy w Salonikach
  - Nagroda Krytyków Greckich, Festiwal Filmowy w Salonikach
  - Nagroda Interfilm, Festiwal Filmowy w Berlinie
  - Nagroda Brytyjskiego Instytutu Filmowego za najlepszy film roku
  - Nagroda Złotego Wieku, Bruksela

- Myśliwi (1977)
  - Nagroda Złoty Hugo za najlepszy film, Festiwal Filmowy w Chicago

- Megalexandros (1980)
  - Złoty Lew, Festiwal Filmowy w Wenecji
  - nagroda krytyków FIPRESCI, Festiwal Filmowy w Wenecji

- Podróż na Cyterę (1983)
  - nagroda za najlepszy scenariusz oraz nagroda krytyków FIPRESCI na 37. MFF w Cannes

- Pejzaż we mgle (1988)
  - Srebrny Lew za reżyserię, Festiwal Filmowy w Wenecji
  - Nagroda Felix za najlepszy europejski film roku
  - Złoty Hugo za reżyserię, Festiwal Filmowy w Chicago

- Spojrzenie Odyseusza (1995)
  - Międzynarodowa Nagroda Krytyków, Festiwal Filmowy w Cannes
  - Nagroda Felix za najlepszy europejski film roku

- Wieczność i jeden dzień (1998)
  - Złota Palma, Festiwal Filmowy w Cannes

- Pył czasu (2008)